# 2476 Andersen
2476 Andersen (1976 JF2) là một tiểu hành tinh vành đai chính được phát hiện ngày 2 tháng 5 năm 1976 bởi Chernykh, N. ở Nauchnyj. Tên của tiểu hành tinh được đặt theo của nhà văn nổi tiếng về truyện cổ tích cho thiếu nhi người Đan Mạch.